# James Weekes
James Weekes (11 de setembro de 1911 — 13 de junho de 1977) foi um velejador estadunidense, campeão olímpico. Ele competiu nos Jogos Olímpicos de Verão de 1948 na classe 6 Metre e conquistou a medalha de ouro a bordo do Uanoria com Herman Whiton, Alfred Loomis, Michael Mooney e James H. Smith Jr.. Ele se formou na Universidade Harvard. Durante a Segunda Guerra Mundial, Weekes serviu na Marinha dos Estados Unidos e foi oficial executivo em um cruzador de batalha no Pacífico.